# MediaGuard
MediaGuard est un système de chiffrement pour la télévision numérique, développé et breveté en 1995 par Canal+ via sa filiale SECA (Société Européenne de Contrôle d'Accès), devenue Canal+ Technologies en 1996. 
Pour se désengager de ce type d'activités, le groupe Canal+ cède Canal+ Technologies à Thomson en 2002.

## Principes d'embrouillage
La première version MediaGuard en exploitation comprend : 
- le logiciel s’exécutant dans le terminal de réception et décodeur, issu de la technologie développée par la société HyperPanel Lab et ayant dont une licence est accordée à Canal+. La technologie « run HyperPanel » est divisée en deux sous-ensembles : l'application multimédias MediaHighway et le contrôle d'accès MediaGuard.

- la carte à puce de technologie SECA

## Contexte historique
Durant les années 1990 et 2000, MediaGuard est exploité notamment par Canalsatellite, Canal+ Numérique et NC Numericable, par satellite, en télédiffusion terrestre, sur certains réseaux câblés. On le retrouve également dans les déclinaisons internationales de Canalsatellite en Afrique, Outremer ou encore au Maghreb, commercialisées par sa filiale Media Overseas. En Belgique, BeTV et VOO l'exploitent sur le câble, pour TéléSat et pour TV-Vlanderen en télédiffusion par satellite. En Italie, MediaGuard sécurise l'accès à la TNT payante nationale. MediaGuard est également utilisé en Allemagne jusqu'à la reprise du Groupe Premiere_SAT par le fonds Permira en 2002. 
Depuis les accords de compatibilité "Simulcrypt" avec le groupe AB en 1996, avec les réseaux câblés ou IPTV et depuis la fusion avec TPS, le groupe Canal+ exploite également le contrôle d'accès concurrent "Viaccess", y compris sur son propre bouquet numérique diffusé sur l'un des satellites européens Astra.
Trois versions MediaGuard sont progressivement développées et commercialisées :
[réf. nécessaire]
- MediaGuard v1 (1996-2002) abandonné et connu pour avoir eu sa carte à puce "déplombée"
- MediaGuard v2 lancé en octobre 2002 présumé n'avoir pas été cassé durant plus de 18 mois comme l'aurait souhaité Canal+.
- MediaGuard v3 lancé commercialement en mars 2008, sous une appellation spécifique "Merlin".

## Agrément aux fabricants de décodeurs
Plusieurs fabricants ont disposé de la licence officielle et de l'agrément de Canal+ permettant d'intégrer directement ce contrôle d'accès dans leurs appareils :
AnamElectronics, Asia Digital Broadcast, Aston, Echostar International, Grundig, Hitachi, Humax Electronics, Ikusi, Kenwood, Philips Electronics, Pioneer, New Media Technologies, Sagemcom, Samsung Corporation, Sichuan, ChanHong Electronics Group, Sony France, Thomson Multimedia, Toshiba, X-Com Multimedia, Nokia, Pace, Techsan.
Toutefois, une variante désignée sous le terme « Astoncrypt » est exploitée (lecteur de carte intégré) sur les appareils de la marque Aston ou dans ses modules PCMCIA externes de type Interface commune, à insérer dans le port PC-Card des récepteurs. Elle est décrite comme une « compatibilité MediaGuard ». Toutefois, depuis 2008, Aston se dote d'une licence officielle MediaGuard pour l'intégrer dans ses produits.

## Canalready
Pour sélectionner et valider la compatibilité des récepteurs-décodeurs compatibles avec son contrôle d'accès, Canal+ met en place le label Canalready à partir de 2009. Cette formule conforte le principe de l'achat des équipements associés à une carte d'abonnement fournie « seule » sans location d'appareil fournis par Canal+. Toutefois, à compter du 28 février 2019, l'opérateur de chaînes revient sur sa décision et supprime toute possibilité d'exploiter un autre récepteur-décodeur que ceux qu'il loue ou commercialise lui-même. Le principe de mettre une carte d'abonnement « seule » est désormais abandonné et les récepteurs-décodeurs sous l'ancien label Canalready ne peuvent plus délivrer les droits d'accès aux chaînes payantes.